# Teatro Regina Margherita (Caltanissetta)
Il teatro Regina Margherita, o semplicemente teatro Margherita, è un teatro di Caltanissetta.

## Storia

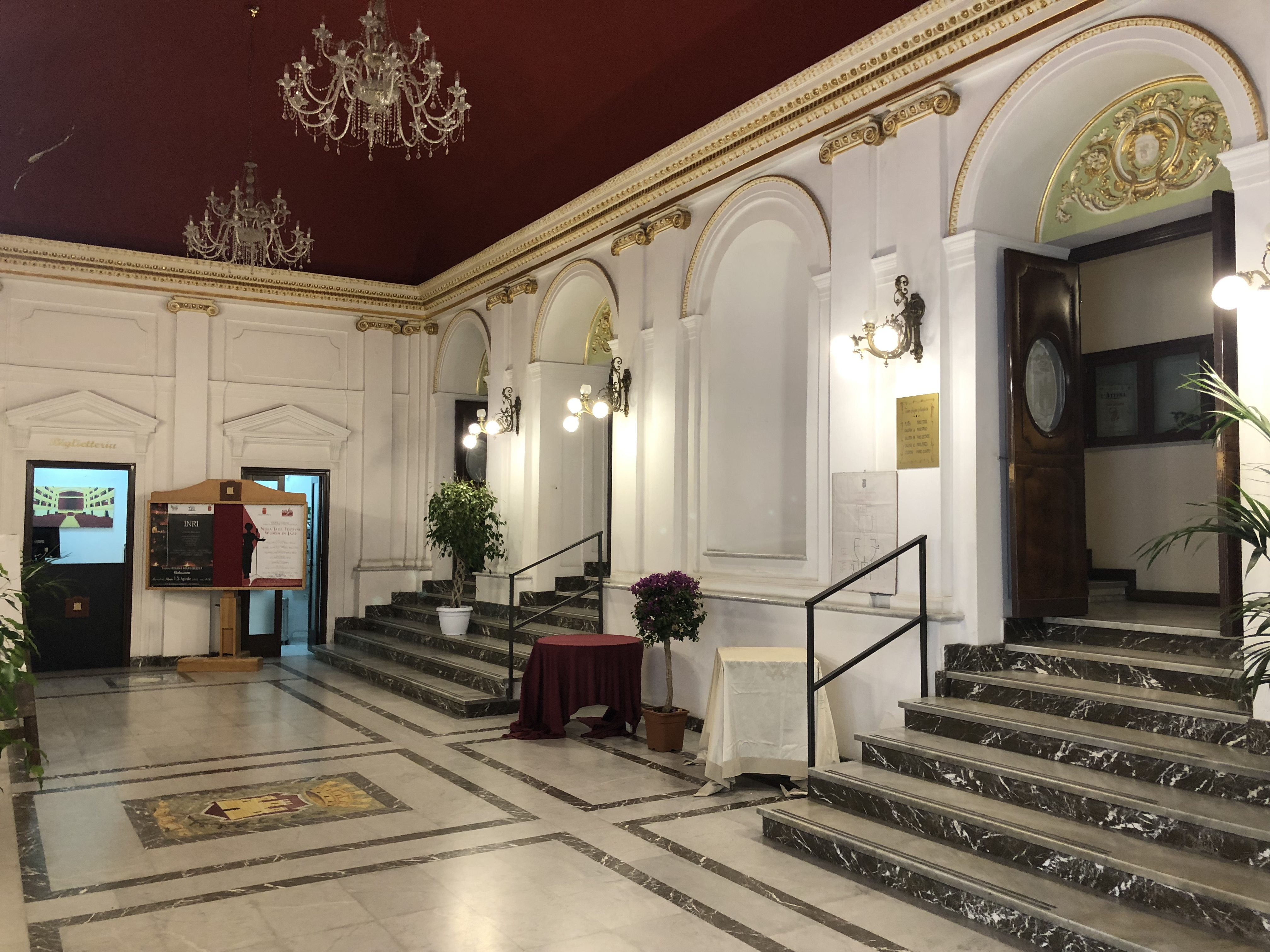
Foto del foyer del teatro.

Prima della nascita del teatro gli spettacoli venivano messi in scena in un teatrino allestito all'interno del palazzo Lanzirotti, sede dell'Intendenza. Si iniziò a parlare della costruzione di un teatro già nel 1859, durante l'epoca borbonica, e avrebbe dovuto essere dedicato alla principessa Sofia, ma la realizzazione slittò a causa dell'unità d'Italia.
La costruzione incominciò nel 1870, su progetto dell'architetto Alfonso Barbera, per volontà dell'allora sindaco Antonino Sillitti Bordonaro nell'area lasciata vuota dalla demolizione, a inizio secolo, della chiesa di San Giacomo, risalente al XIV secolo. Venne completato nel 1873 e intitolato all'allora principessa Margherita, consorte del futuro re Umberto I; fu inaugurato il 16 marzo 1875 con la rappresentazione del Macbeth di Giuseppe Verdi. Il Margherita quindi precede cronologicamente altri teatri siciliani tra cui il Teatro Massimo Bellini di Catania, il Teatro Massimo di Palermo e il Teatro Comunale di Siracusa, i quali furono realizzati successivamente (rispettivamente nel 1889, nel 1895 e nel 1897).

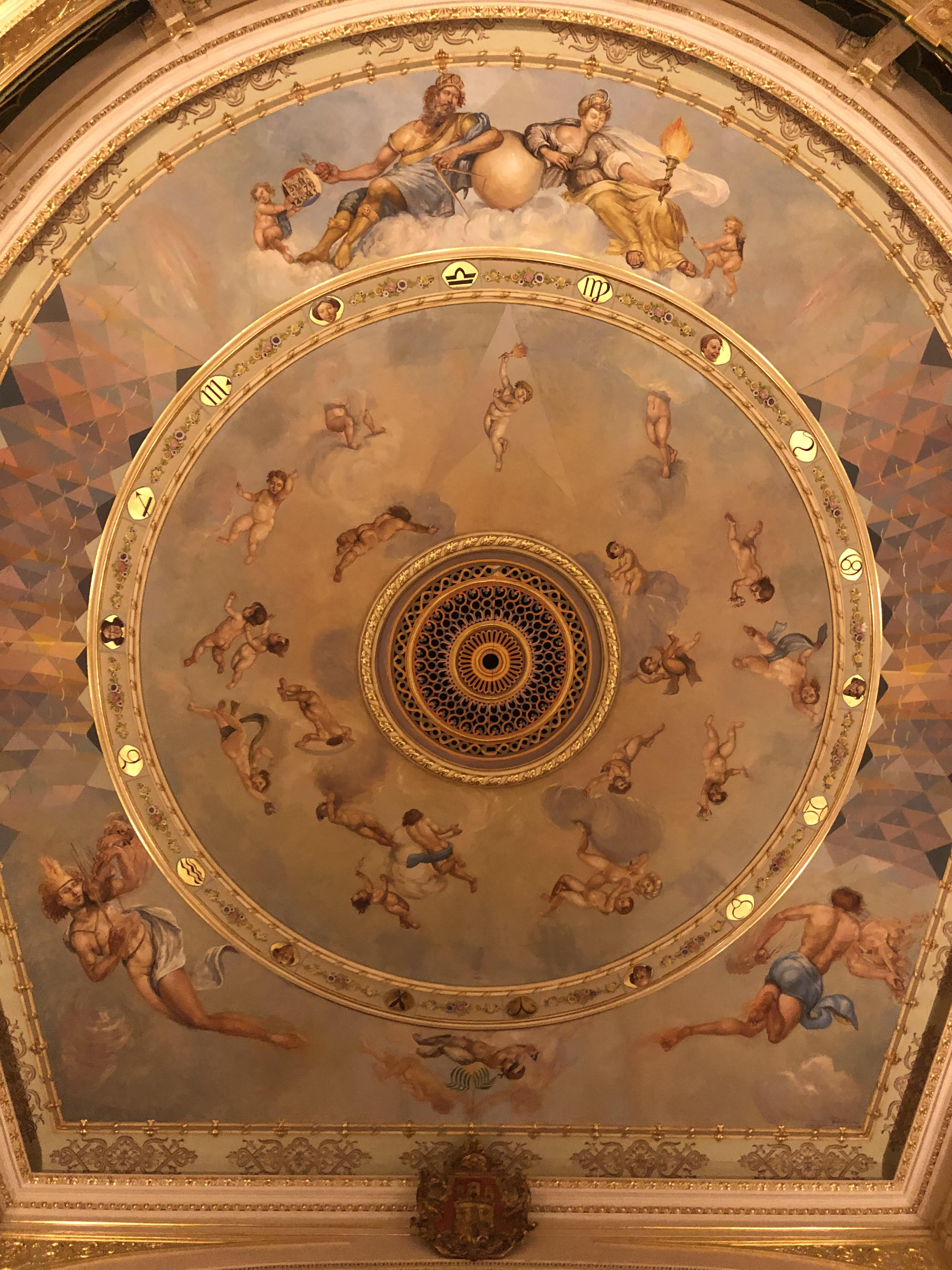
Affreschi della volta del Teatro Margherita a CL

Sin dai primi anni il teatro funzionò in modo discontinuo. Nei primi decenni del XX secolo fu dato in gestione ai privati che riuscirono a tenere alta la qualità degli spettacoli; nel 1921 il teatro venne ristrutturato e dotato di nuove tecnologie, tra cui l'illuminazione elettrica e un cinematografo. Dopo gli anni trenta tuttavia il teatro entrò in una fase di declino: venne dapprima tentato di trasformarlo in cineteatro, con scarsi risultati; successivamente l'atrio fu affittato per farne un bar. Nel 1970 venne dichiarata l'inagibilità dell'edificio e chiuso; nel 1973 si intraprese un travagliato e complesso restauro che si protrasse per oltre vent'anni; fu tra l'altro necessario sostituire le vecchie strutture lignee di sostegno con strutture ignifughe di calcestruzzo. Il teatro venne riaperto nel 1997.

## Descrizione
Si affaccia sulla centrale piazza Garibaldi e costituisce un prolungamento prospettico del contiguo palazzo del Carmine, sede del municipio. L'interno presenta quattro ordini di palchi ed è decorato in stile neoclassico con inserti barocchi, in stile ottocentesco; autori delle decorazioni e dei meccanismi scenici furoni i francesi Luigi e Fortunato Queriaux.